# جاردينج تس
جاردينج تس (بالإنجليزية: Guarding Tess)‏ هو فيلم كوميدي تم إنتاجه في الولايات المتحدة وصدر في سنة 1994. من بطولة شيرلي ماكلين ونيكولاس كيج وريتشارد جريفيثز.

## الميزانية والإيرادات
بلغت تكلفة إنتاج الفيلم حوالي 20 مليون دولار بينما حقق أرباحا تقدر بـ 27058304 دولار.

## وصلات خارجية
- جاردينج تس على موقع IMDb (الإنجليزية)
- جاردينج تس على موقع ميتاكريتيك (الإنجليزية)
- جاردينج تس على موقع الموسوعة البريطانية (الإنجليزية)
- جاردينج تس على موقع روتن توميتوز (الإنجليزية)
- جاردينج تس على موقع نتفليكس (الإنجليزية)
- جاردينج تس على موقع قاعدة بيانات الأفلام العربية
- جاردينج تس على موقع ألو سيني (الفرنسية)
- جاردينج تس على موقع Turner Classic Movies (الإنجليزية)
- جاردينج تس على موقع أول موفي (الإنجليزية)
- جاردينج تس على موقع بوكس أوفيس موجو (الإنجليزية)